# Kate Jackson
Lucy Kate Jackson, (Birmingham, 29 de outubro de 1948), é uma atriz norte-americana especialmente conhecida pelo seu papel como "Sabrina Duncan" na série americana Charlie's Angels (Anjos de Charlie, em Portugal - As Panteras, no Brasil), produzida e exibida pela ABC, nos anos 70.

## Vida profissional
Kate Jackson frequentou a Universidade do Mississippi. Iniciou uma carreira profissional como modelo quando tinha 16 anos. Mudou-se para a Califórnia onde começou a sua carreira como atriz. Um dos seus primeiros papéis foi como "Daphne Harridge" na série Dark Shadows, durante o ano de 1970. Entre 1972 e 1976, assumiu o papel principal na série The Rookies, com a personagem "Jill Danko". Entre 1976 e 1979 desempenhou o papel que a celebrizou, como "Sabrina 'Bri' Duncan" na série Charlie's Angels
É usualmente considerada como a melhor das três atrizes iniciais da série, sendo a única que possuía qualificações profissionais anteriores. Foi-lhe oferecido o papel de "Joanna Kramer", no filme Kramer vs. Kramer que viria a ganhar o Oscar de 1979 nas categorias de filme, ator (Dustin Hoffman), atriz num papel secundário (Meryl Streep), actor num papel secundário (Justin Henry) e argumento adaptado. Ressentida pelo facto do seu contrato com a série a ter feito perder o papel oscarizado resolveu sair no final da terceira temporada. Na quarta, a detetive "Tiffany Welles", papel desempenhado por Shelley Hack, entrou para o lugar de "Sabrina Duncan".
Em 1982, Kate contracenou com Michael Ontkean e Harry Hamlin em Making Love ("Fazendo Amor"), um filme considerado à frente do seu tempo por ter lidado com a temática da homossexualidade. Alguns consideram que foi apenas devido à temática polêmica do filme que Jackson não foi nomeada para um Oscar.
Entre 1983 e 1987, protagonizou a série de televisão Scarecrow and Mrs. King, com Bruce Boxleitner, na qual desempenhou o papel de uma mãe dos subúrbios citadinos que acaba por vir a ser envolvida com uma agência governamental, similar à CIA. Posteriormente, desempenhou o papel principal na versão televisiva do filme Baby Boom, cujo papel havia sido desempenhado por Diane Keaton. No entanto, esta série apenas durou uma temporada. Em 1989, participou no filme Loverboy, desempenhando o papel de mãe de Patrick Dempsey. Desde aí, participou ocasionalmente em várias séries televisivas bem como em telefilmes.

## Vida pessoal
Em 1978, casou com o ator e produtor Andrew Stevens, de quem se divorciou em 1980. Casou novamente com o editor David Greenwald em 1982 e voltou a divorciar-se dois anos mais tarde. O seu terceiro casamento foi com o duplo de cinema Tom Hart em 1991, mas, novamente, divorciou-se dois anos depois. 
Em 1995, adotou um filho, Charles Taylor. Lutou com contra o cancro da mama duas vezes, em 1987 e 1989, tendo de recorrer à mastectomia, no entanto, venceu esta batalha.
Em 2010, entrou com um pedido de falência pessoal nos Estados Unidos. Ela alega no pedido que o ex-agente, Richard B. Francis, teria desfalcado sua conta em 3 milhões de dólares por ter lhe informado mal sobre o valor total de seus bens e a pressionado a comprar uma casa pela qual não podia pagar. Segundo informações do site TMZ, eles estão buscando em acordo.